# السلف (ذمار)
السلف هي إحدى قرى الجمهورية اليمنية. وهي تتبع جغرافيًا لمحافظة ذمار. وإداريًا لمديريةوصاب الأسفل. يبلغ تعداد سكانها 1708 نسمة حسب الإحصاء الذي جرى عام 2004.